# 할례와 법
할례를 제한, 규제 또는 금지하는 법률은 몇몇 고대 시대 이전으로 거슬러, 많은 국가와 지역 사회에서 나타났다. 현대 국가에서는 일반적으로 할례는 합법적인 것으로 추정되지만, 폭행이나 자녀 양육에 관련된 법률은 할례와 관련된 경우에 적용되어 왔다.현재 비치료적 이유로 유아 남성 할례를 명백하게 금지한 국가는 없다. 아동의 비열성 할례의 경우 절차에 찬성하는 법률 지지자들은 부모나 개업자의 권리, 즉 종교의 자유권을 지적하는 경우가 많다. 몇몇 법정 사건에서 판사들은 돌이킬 수 없는 행동의 성격, 소년의 신체에 대한 심각한 해악, 그리고 자기 결정권, 그리고 신체의 성실성을 지적해 왔다.

## 같이 보기
- 아동 권리
- 남성에 대한 폭력